# Khön Könchog Gyalpo
Khön Könchog Gyalpo (1034-1102) geldt als de stichter van de sakyatraditie in het Tibetaans boeddhisme. In 1073 stichtte hij het Sakyaklooster. 
Hij werd geboren in Yarlung Khardab in 1034 (volgens sommige bronnen in 1024). Hij groeide op in de Nyingma-traditie daterend uit de vroege periode van het Boeddhisme in Tibet. De uitwerking hiervan was afgenomen, naar werd beweerd omdat deze traditie in de openheid werd onderwezen, in tegenstelling tot de tantrische eis van beslotenheid. Konchok Gyelpo had er ook moeite mee dat plechtige rituelen in alle openbaarheid, op marktpleinen en dergelijke, werden uitgevoerd en nam afstand van deze traditie.
Könchok Gyalpo ging bij Drokmi Sakya Yeshe in Nyugulung de tantrageschriften betreffende Hevajra, en andere teksten van de Lamdre-traditie studeren. Hevajra is een belangrijke yidam (verlicht wezen) in het Vajrayana-boeddhisme.
Ook studeerde hij Cakrasamvara bij Lodro Dragpa. Hij probeerde een leerhuis te stichten in de Yarlung-vallei, maar dat kwam niet van de grond. 
Toen hij eens door de vallei trok die later de naam Sakya zou krijgen, was hij onder de indruk van de natuurlijke schoonheid ervan. 
Könchok Gyalpo kreeg toestemming van de plaatselijke hoofden om een tempel te bouwen. Deze werd gerealiseerd in 1073 en kreeg de naam Gorum Zimchi Karpo. Deze tempel wordt beschouwd als de start van het Sakyaklooster, waartoe het zich uiteindelijk zou ontwikkelen. Hiermee was hij de eerste abt of sakya trizin, van 1073 tot 1102, het jaar waarin hij overleed.
Hij werd opgevolgd door Rinchen Drag, ook wel Bari Lotsawa genoemd. Na diens overlijden werd de zoon van Könchog Gyalpo, Sachen Künga Nyingpo, de derde trizin.